# Lago glaciale

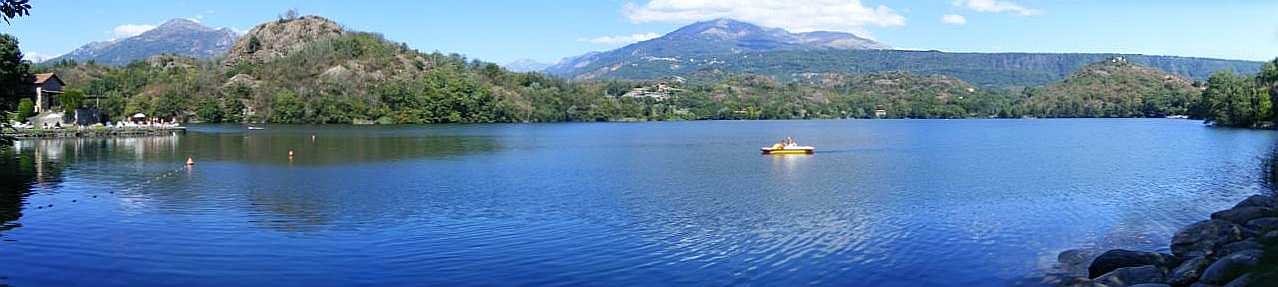
Il Lago Sirio, che occupa una piccola conca scavata dal ghiacciaio che percorreva la Valle d'Aosta.

Un lago glaciale è un lago che occupa la cavità risultante dell'erosione operata da un ghiacciaio. 
I laghi glaciali non vanno confusi con quelli proglaciali, che si originano per la fusione di un ghiacciaio, né con i laghi morenici, ovvero corpi idrici che restano intrappolati dietro alle morene frontali lasciate dal ritiro dei ghiacciai. A volte i laghi glaciali si formano anche prima della sparizione del ghiacciaio; in questi casi essi possono essere situati sotto il ghiacciaio stesso (laghi subglaciali) oppure tra il ghiacciaio e le pareti rocciose che lo circondano.

## Morfologia
Questo tipo di lago può a sua volta essere ripartito in:
- laghi di circo - occupano la parte più a monte dell'originario bacino del ghiacciaio ed hanno forme arrotondate;
- laghi vallivi - creati dall'esarazione in profondità delle vallate glaciali ne occupano in genere le zone più prossime allo sbocco sulla pianura.[1]

I laghi glaciali sono spesso affiancati da altre formazioni di origine glaciale quali montecchi (drumlin), esker, massi erratici e rocce montonate.

## Esempi
- I Grandi Laghi (America del Nord),
- la maggior parte dei laghi alpini (come il Lago di Ginevra o quello di Costanza) e pirenaici,
- molti laghi dell'Europa del nord (ad esempio il Jökulsárlón, il maggiore lago islandese),
- il Lago di Garda, il Lago Maggiore o il Lago di Como nell'Italia settentrionale.